# Le Hold-up du siècle
Pour plus de détails, voir Fiche technique et Distribution.
Le Hold-up du siècle (Assault on a Queen) est un film américain réalisé par Jack Donohue, sorti en 1966.
Le film est une adaptation du roman Assault on a Queen de Jack Finney, publié en 1959.

## Synopsis
Un groupe de chasseurs de trésors planifie l'attaque à main armée du paquebot de croisière de luxe, Le Queen Mary, en utilisant un sous-marin allemand de la seconde guerre mondiale.

## Fiche technique
- Titre original : Assault on a Queen
- Titre français : Le Hold-up du siècle
- Réalisation : Jack Donohue, assisté de Robert D. Webb et Richard Long
- Scénario : Rod Serling d'après le roman de Jack Finney
- Photographie : William H. Daniels
- Montage : Archie Marshek
- Musique : Duke Ellington
- Production : William Goetz
- Pays de production :  États-Unis
- Format : Couleurs - 2,35:1 - Mono
- Genre : Action
- Date de sortie : 1966
- Affiche : Enzo Nistri (Italie)

## Distribution
- Frank Sinatra : Mark Brittain
- Virna Lisi : Rosa Lucchesi
- Anthony Franciosa : Vic Rossiter
- Richard Conte : Tony Moreno
- Alf Kjellin : Eric Lauffnauer
- Reginald Denny : Maître d'armes
- John Warburton : Directeur de banque
- Lester Matthews : Docteur
- Val Avery : Trench
- Gilchrist Stuart : Premier officier
- Leslie Bradley : Troisième officier
- Murray Matheson : Capitaine